# Lisa Resch
Lisa Resch, nemška alpska smučarka, * 4. oktober 1908, Garmisch-Partenkirchen, Nemčija, † 31. januar 1949, Garmisch-Partenkirchen.
Lisa Resch je ena najuspešnejših alpskih smučark tridesetih let. Na Zimskih olimpijskih igrah 1936 je osvojila srebrno medaljo v smuku. Na svetovnih prvenstvih je v letih 1934,  1937, 1938 in 1939 osvojila osem medalj, svoj edini naslov svetovne prvakinje je osvojila leta 1938 v smuku, ob tem pa naslove podprvakinje dvakrat v kombinaciji ter po enkrat v slalomu in smuku, bronaste medalje pa v smuku, slalomu in kombinaciji. 